# Atlantic-Coast-Airlines-Flug 6291
Atlantic-Coast-Airlines-Flug 6291 war ein regulärer Flug von United Express vom Washington Dulles International Airport bei Washington, D.C. nach Columbus in Ohio zum Internationalen Flughafen Port Columbus. Der Flug wurde von Atlantic Coast Airlines im Auftrag von United Express durchgeführt.
Spät in der Nacht des 7. Januar 1994 stürzte die British Aerospace Jetstream 41, mit der der Flug 6291 durchgeführt wurde, beim Anflug auf den Flughafen Port Columbus durch einen Strömungsabriss ab. Die beiden Piloten, der Flugbegleiter und zwei Passagiere starben durch den Absturz. Drei Mitglieder einer taiwanesischen Familie waren die einzigen überlebenden Passagiere.

## Unfall
Die Jetstream verließ Dulles um 21:58 Uhr zum 90-minütigen Flug nach Columbus. Die Besatzung bestand aus dem Kapitän Derrick White (35), dem Ersten Offizier Anthony Samuels (29) und der Flugbegleiterin Manuela Walker (58). Es waren fünf Passagiere an Bord.
Um 23:10 Uhr wurde die Flugsicherung für die Ankunft in Columbus kontaktiert. Der Kapitän teilte dem Fluglotsen mit, dass er das Flugzeug von 13.200 (4000 m) auf 11.000 ft (3400 m) habe sinken lassen. Der Fluglotse wies einen Kurs von 285 Grad an, um den Landekurssender der Bahn 28L einzufangen, und gab Flug 6291 für eine Höhe 10.000 ft (3000 m) frei. Ein aktualisierter Wetterbericht um 23:15 Uhr berichtete deckende Bewölkung auf 800 ft (240 m) über Grund, 4 km Sichtweite bei leichtem Schnee und Nebel bei Wind mit 4 Knoten aus 300 Grad. Eine ILS-Anflugfreigabe für die Landebahn 28L wurde erteilt, als die Maschine den Endanflug erreichte. Die Freigabe zur Landung auf Landebahn 28L wurde zwei Minuten später erteilt.
Das Flugzeug sank auf eine Höhe von 1250 ft (380 m), als der Stickshaker für 3 Sekunden aktiv ertönte. Nach 1,5 Sekunden ertönte der Stickshaker erneut. Das Flugzeug sank weiter unterhalb des vorgeschriebenen Gleitwegs, bis es mit ein paar Baumspitzen kollidierte und in ein Geschäftshaus, 1,9 km vor der Landebahn krachte. Nach der Kollision entstand ein Feuer in oder in der Nähe des linken Triebwerks, das sich auf den Rest des Flugzeugs ausbreitete. Mindestens vier der Passagiere überlebten den Absturz, jedoch konnten nur drei entkommen, bevor das Flugzeug vollständig in Flammen stand.

## Ermittlungen
Der Nationale Verkehrssicherheitsausschuss (NTSB) untersuchte den Absturz und veröffentlichte seinen Bericht am 6. Oktober 1994. In dem Bericht wurden die Besatzung und Atlantic Coast für den Absturz verantwortlich gemacht. Die Piloten folgten einem schlecht geplanten und ausgeführten Anflug, reagierten unangemessen auf eine Überziehwarnung und hatten keine Erfahrung mit Flugzeugen, die mit einem elektronischen Fluginstrumentensystem (EFIS) ausgestattet waren. Atlantic Coast konnte keine angemessenen Anflugkriterien, geeigneten Schulungen auf Simulatoren und Schulungen für das Ressourcenmanagement der Besatzung vorweisen.

## Mediale Rezeption
Der Unfall wurde in der Folge 169 von Mayday – Alarm im Cockpit unter dem Titel Unfall bei der Landung (Slam Dunk) in Episode 10 der Staffel 19 verfilmt.